# Remi de Cnodder
Remi de Cnodder (Antwerpen, 23 maart 1919 - Antwerpen, 1 juli 1997) was een Vlaams letterkundige.
Hij was stichter en medewerker aan verschillende tijdschriften, zoals Vlaanderen en Filter, en schreef scripts voor de Vlaamse televisie.
Vele liederteksten van hem werden door Vlaamse toondichters getoonzet.
De Cnodder debuteerde in 1941 onder het pseudoniem Frans Swerfgeest met dichtbundels Klein boeket en De Ring om het Hart

## Publicaties
- 1941 - Klein Boeket, bundel met houtgravures van Luc De Jaegher, uitgeverij Sirene, Wilrijk, 42 pp.
- 1941 - Ring om het Hart, bundel met houtgravures van Luc De Jaegher, uitgeverij Sirene, Wilrijk, 15 pp.
- 1948 - Krans der kleine liederen, uitgeverij Omega, Antwerpen, 31 pp., met illustraties, oplage 140 ex.
- 1949 - Oscar Verpoorten, Brussel, uitgeverij Kunstkring ’t Getij, Antwerpen, 4e kw., 28 pp. (15 zw/w afb.)
- 1950 - Beeldhouwer Albert Poels, uitgeverij Kunstkring 't Getij, Antwerpen
- 1951 - De Kunstenaar in zijn Wereld, Museum Den Bosch (NL)
- 1951 - Pieter Rottie 1895-1946, uitgeverij Kunstkring ’t Getij, Antwerpen
- 1951 - Karel Heymans, 29 pp. met zwart-wit illustraties, oplage 350 ex.
- 1953 - Hendrik Strick, uitgeverij 't Lantaarntje, Antwerpen, 27 pp.
- 1954 - Irène Battaille, uitgeverij O.L.M.A., Antwerpen
- 1954 - Jos Callaerts, uitgeverij 't Lantaarntje, Antwerpen, pp. 28, oplage 100 ex.
- 1955 - Willy Kreitz, Ça Ira, Antwerpen
- 1955 - Jan Dries, uitgeverij De Branding, Antwerpen, 40 pp.
- 1957 - Bert Hildebrand, uitgeverij O.L.M.A., Antwerpen, 26 pp.
- 1964 - Rene De Coninck, uitgeverij G.A. van Oorschot, Amsterdam, 56 pp., 42 etsen
- 1975 - Louis Thevenet: schilderkunst en burgerzin. In: Spectator (15 februari)
- 1983 - Weerspiegeling
- 1986 - Middelheim, uitgeverij Open Kring, Gent
- 1987 - Jits Bakker, samen met Hans Redeker, uitgeverij Van Spijk, Venlo, 96 pp.
- 1987 - Pros Colpaert, uitgeverij Editions Zoute Art, Knokke-Zoute
- 1988 - Esplanade, een suite van 4 gedichten bij aquarellen van Jef Van Campen
- 1991 - Maya Wildevuur, samen met Wim van der Beek, Van Spijk, Venlo, 119 pp. met afbeeldingen van werken van Maya Wildevuur in kleur
- 1991 - Lilian Adcock, uitgeverij Jos Verbinnen, Mechelen 144 pp.
- 1991 - Nico Vrielink, uitgeverij Van Spijk Art Projects, 120 pp.
- 1992 - Jan Praet, uitgeverij Gallery de beeldentuin / de Keerder kunstkamer, Cadier en Keer (NL)
- 1994 - Op de Stengel Van de Dag, uitgeverij Galerie Esprit Clinge, Zeeuws-Vlaanderen (NL)

Nog uitgegeven in eigen beheer de volgende gedichten bundels:
- Silhouetten, Open poort en Amo te.